# Landesregierung Keßler V

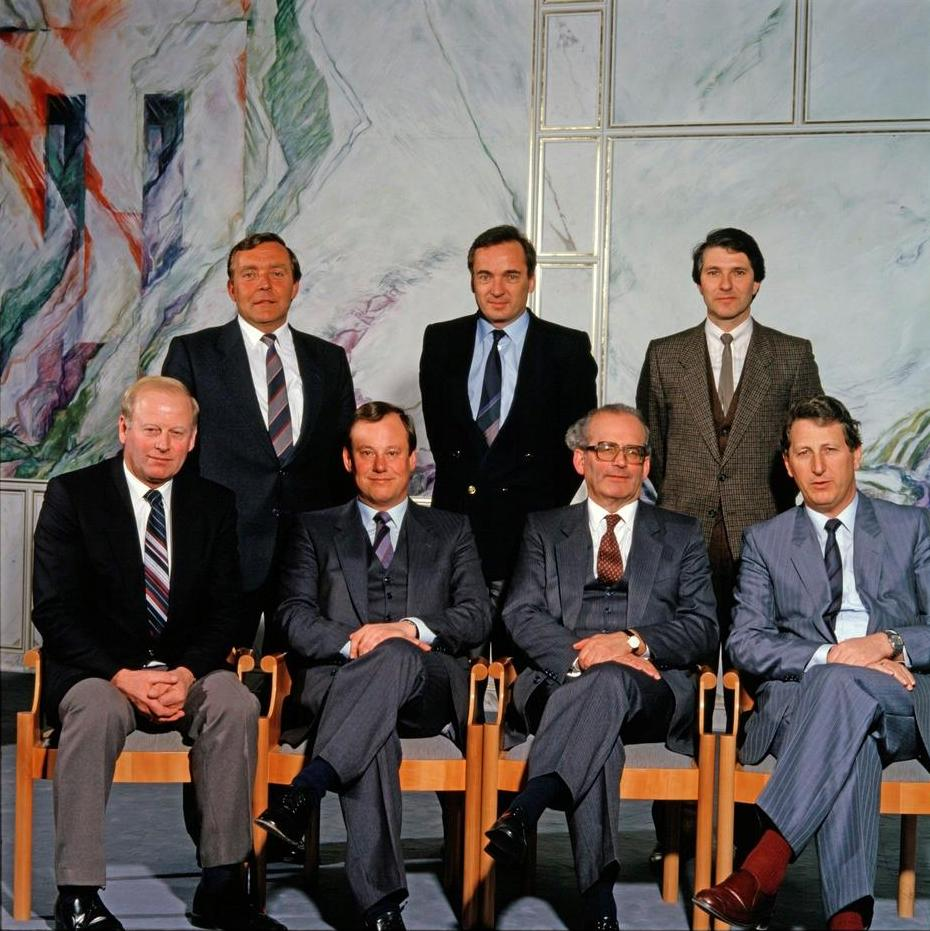
Offizielles Gruppenfoto der Landesregierung Keßler V vom 28. Februar 1985

Die Landesregierung Keßler V war die neunte Vorarlberger Landesregierung nach 1945 und die fünfte Regierung unter dem Vorsitz von Landeshauptmann Herbert Keßler. Sie dauerte von der Angelobung am 6. November 1984 bis zur Übergabe des Landeshauptmann-Amts von Keßler an seinen Parteikollegen Martin Purtscher am 9. Juli 1987.
Gebildet wurde die Landesregierung Keßler V in einer Koalition zwischen der Österreichischen Volkspartei und der Freiheitlichen Partei Österreichs im Anschluss an die Landtagswahl in Vorarlberg 1984. In weiterer Folge setzte sich die Regierung aus sechs Regierungsmitgliedern der ÖVP und einem Landesrat der FPÖ zusammen.

## Regierungsmitglieder
| Amt               | Name                | Partei | Ressorts |
| ----------------- | ------------------- | ------ | -------- |
| Landeshauptmann   | Herbert Keßler      | ÖVP    |          |
| Landesstatthalter | Siegfried Gasser    | ÖVP    |          |
| Landesrat         | Konrad Blank        | ÖVP    |          |
| Landesrat         | Alfred Mayer        | ÖVP    |          |
| Landesrat         | Guntram Lins        | ÖVP    |          |
| Landesrat         | Günter Vetter       | ÖVP    |          |
| Landesrat         | Hans Dieter Grabher | FPÖ    |          |